# بيتر بروير
بيتر بروير (بالألمانية: Peter Breuer)‏ هو نحات ألماني، ولد في 19 مايو 1856 في كولونيا في ألمانيا، وتوفي في 1 مايو 1930 في برلين في ألمانيا.

## معرض صور

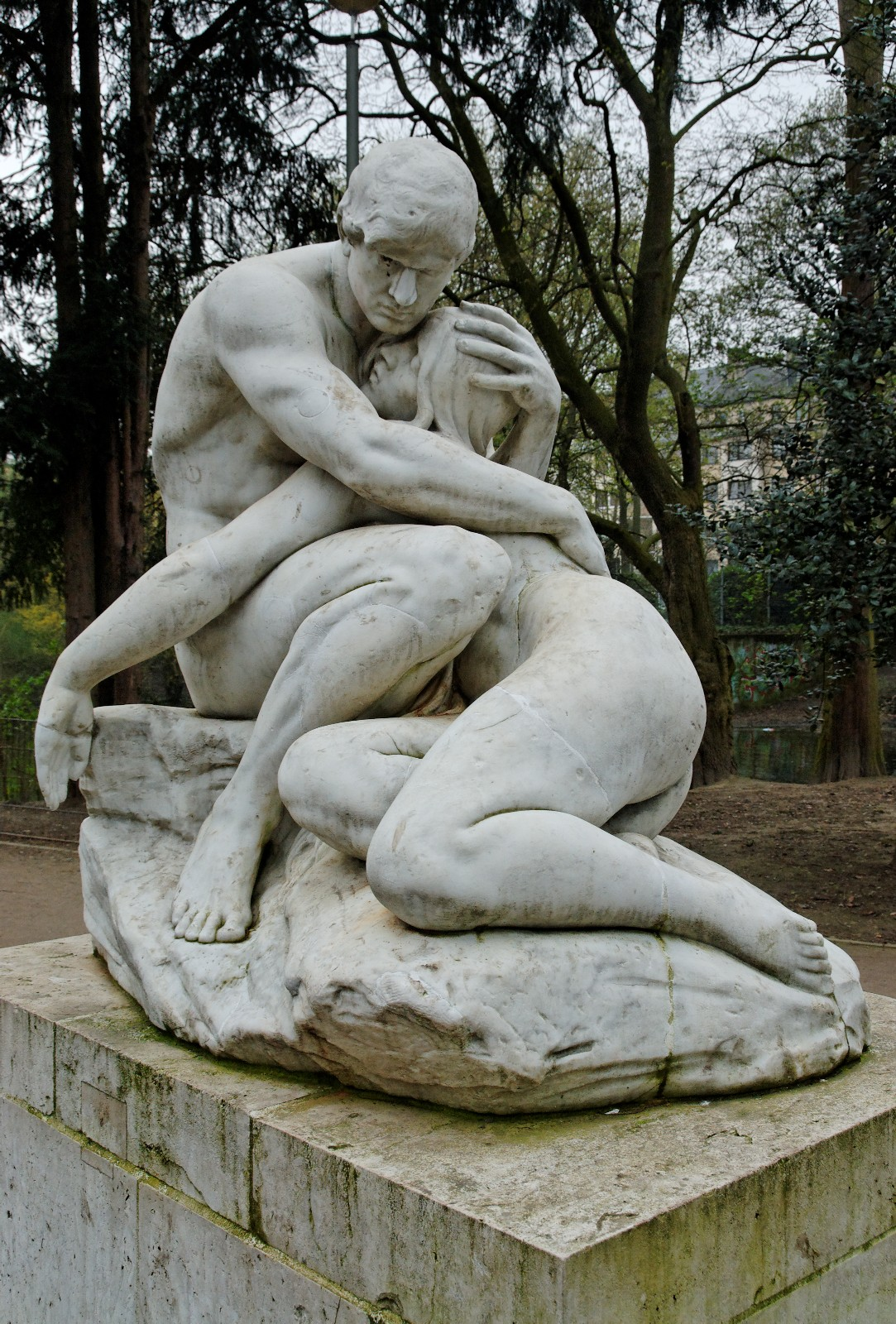
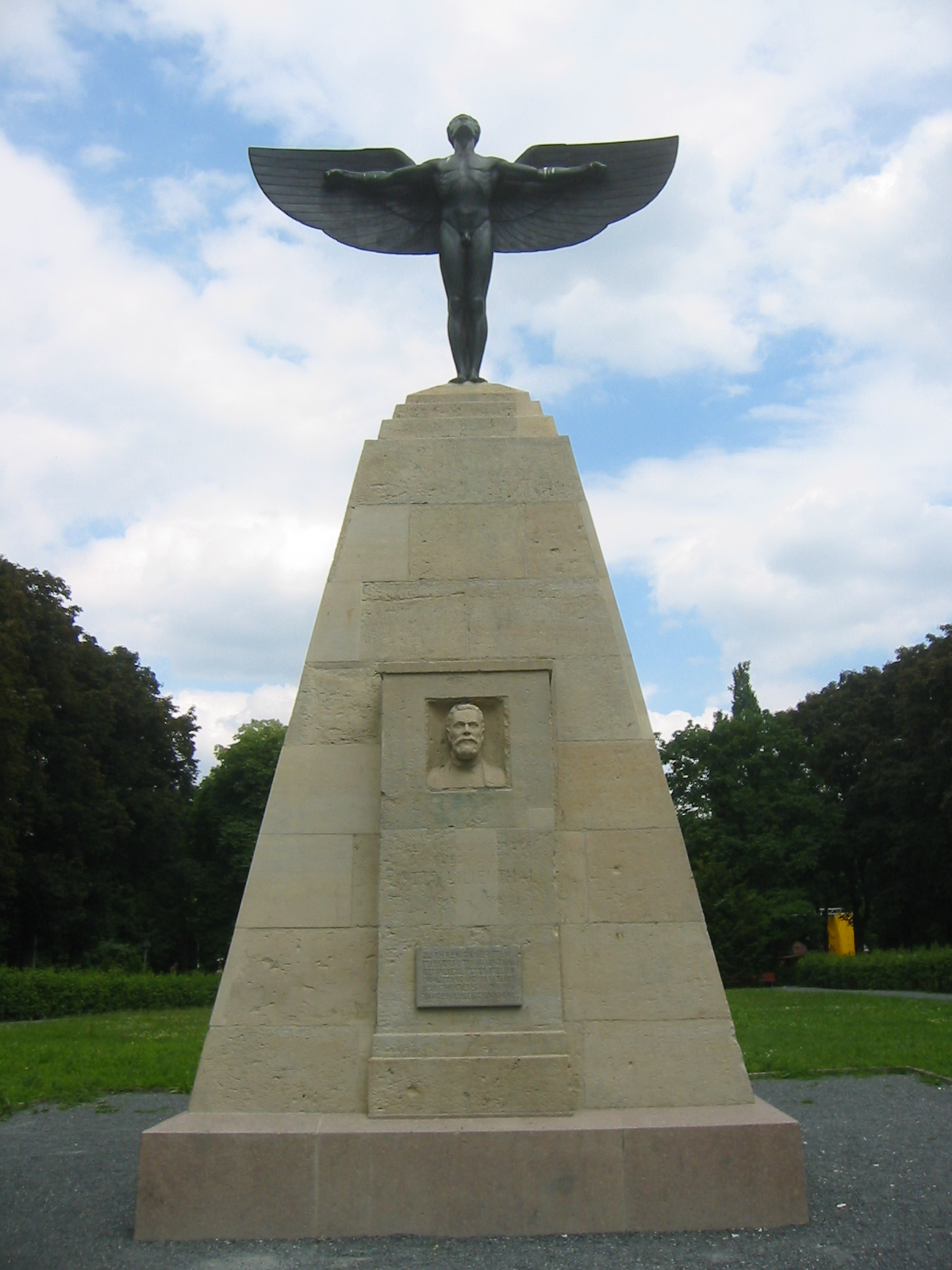
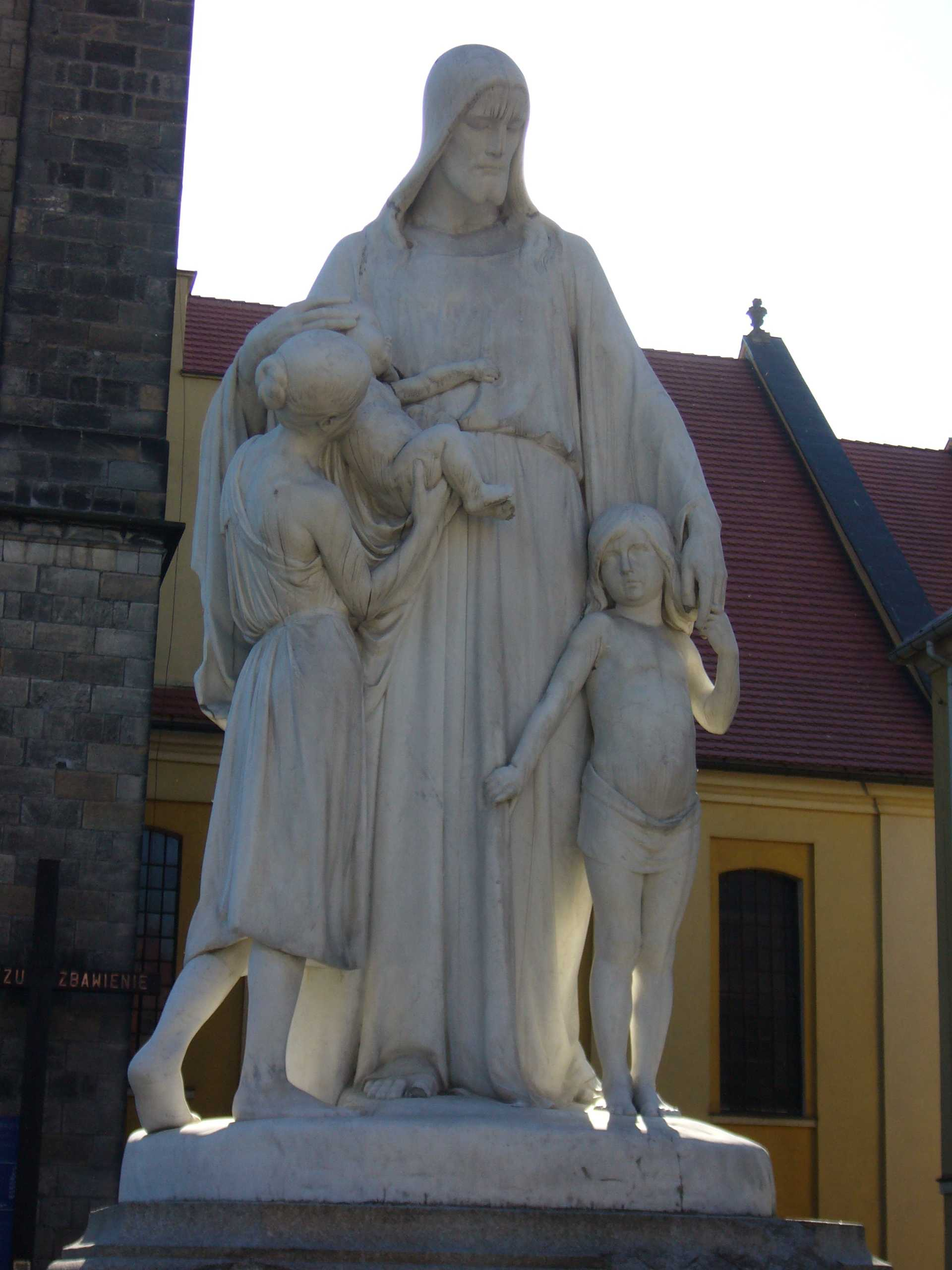
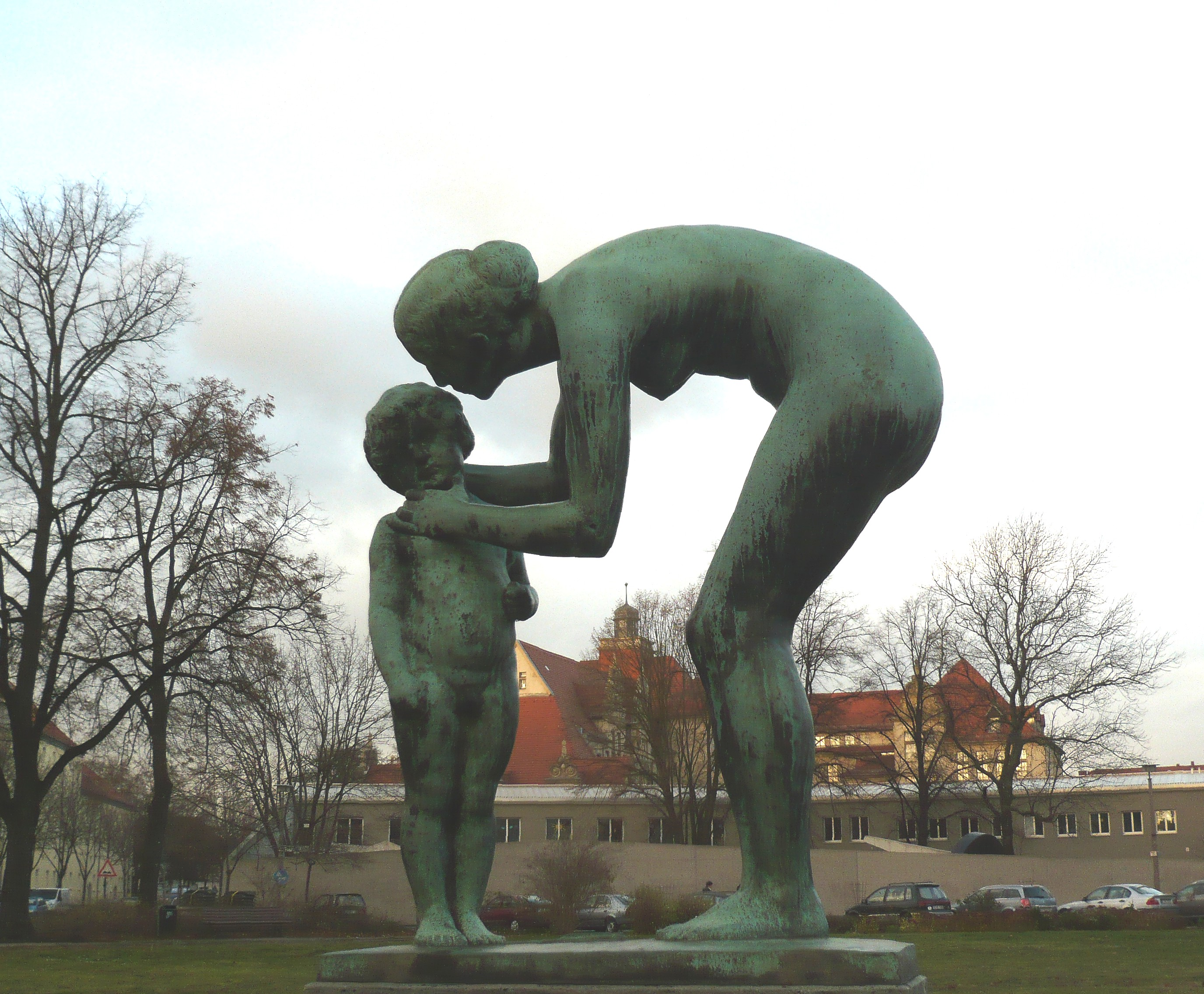